# Putnam (Nueva York)
Putnam es un pueblo ubicado en el condado de Washington en el estado estadounidense de Nueva York. En el año 2000 tenía una población de 645 habitantes y una densidad poblacional de 7.5 personas por km².

## Geografía
Putnam se encuentra ubicado en las coordenadas 43°44′43″N 73°24′57″O / 43.74528, -73.41583.

## Demografía
Según la Oficina del Censo en 2000 los ingresos medios por hogar en la localidad eran de $51,000, y los ingresos medios por familia eran $56,429. Los hombres tenían unos ingresos medios de $32,500 frente a los $28,125 para las mujeres. La renta per cápita para la localidad era de $21,355. Alrededor del 5.7% de la población estaban por debajo del umbral de pobreza.